# Speicherkoog
Ein Speicherkoog ist ein Koog, der das durch Entwässerung der Marsch gesammelte Wasser speichern kann. Dies ist insbesondere wichtig bei Sturmfluten, da in diesem Fall das Wasser nicht in die offene See abfließen kann und sich bei bestimmten geographischen Gegebenheiten durch das im Inland aufstauende Wasser Überschwemmungen im Binnenland bilden können.
Um diesen Zweck erfüllen zu können, darf ein Speicherkoog nicht dicht besiedelt sein und muss über große Freiflächen verfügen. Ein relativ bekanntes Beispiel ist der Dithmarscher Speicherkoog an der Meldorfer Bucht zwischen Meldorf, Epenwöhrden und Warwerort, der zum größten Teil aus zwei Naturschutzgebieten besteht.